# Wynwyn Marquez
Wynwyn Marquez (* 4. Mai 1992 auf den Philippinen) ist eine philippinische Schauspielerin und 2017 Gewinnerin des Schönheitswettbewerbs Reina Hispanoamericana.

## Leben
Marquez ist bekannt für ihre Dramaserienrollen Marla in One True Love (2012), Maika Benitez bzw. Danica in Dormitoryo (2013) und Beatrice in Little Nanay. Ihr Filmdebüt gab sie 2013 im Film 10000 Hours.

## Filmografie (Auswahl)

### Fernsehserien
- 2010/2013: Party Pilipinas
- 2011: Blusang Itim
- 2012: One True Love
- 2012: Hiram na Puso
- 2013: Genesis
- 2013: Dormitoryo
- 2013: Indio
- 2013/2015: Sunday All Stars
- 2013–2015: Magpakailanman
- 2014: Kambal Sirena
- 2015: Wowowin
- 2015: The Half Sisters
- 2015: Ang Lihim ni Annasandra
- 2015–2016: Karelasyon
- 2015–2016: Little Nanay
- 2016: Wish Ko Lang: Alaala

### Filme
- 2013: 10000 Hours